# 保罗亲王 (南斯拉夫)

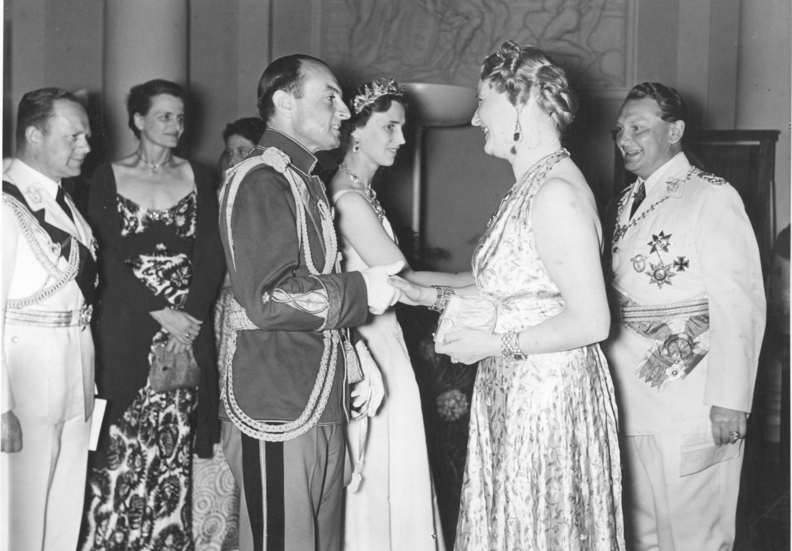
1939年，保罗亲王和妻子奥尔加在柏林会见戈林

保罗亲王（1893年4月27日—1976年9月14日），南斯拉夫国王亚历山大一世的堂弟，南斯拉夫王国摄政王。

## 生平
保罗亲王就读于英国牛津大学。在此期间，保罗广泛结交英国王室的诸位王子及许多英国贵族子弟。1922年，保罗在英国与希腊-丹麦公主奥尔加相识。1923年，保罗和奥尔加在贝尔格莱德结婚。英国的艾伯特王子即后来的乔治六世是他的男傧相。1924年，长子亚历山大出生在英国。1928年，次子尼古拉出生，出生地仍是英国。1934年10月9日，南斯拉夫国王亚历山大一世在马赛遇刺。根据遗嘱，保罗成为三位摄政中的首席摄政。1936年，保罗和奥尔加的独女伊丽莎白公主出生在贝尔格莱德的白宫。
随着纳粹德国的崛起和侵略意图的显露，保罗力图争取英国对南斯拉夫在经济、军事方面的支持，但英国阳奉阴违。1939年7月，保罗和奥尔加访问德国。德国的强大令保罗夫妇印象深刻。之后保罗一方面继续争取英国支持，同时为了自我保护，也继续同意大利王國、納粹德国斡旋。眼看英国根本不想帮助南斯拉夫，1941年3月底，保罗与德国签署三國同盟條約。当时在场的只有保罗、希特勒和德国外长三人。贝尔格莱德随即爆发示威，反对派借机发动政变，彼得二世亲政，保罗和德国的合约被撕毁，保罗被勒令四个小时之后离开南斯拉夫。但反对派也知道英国不可靠而德国太强大，于是他们意图重续从前保罗和希特勒的订立的合约，但希特勒失去了耐心。德国、意大利、匈牙利及保加利亞的军队进攻南斯拉夫，軸心國迅即占领南斯拉夫全境及肢解了南斯拉夫。彼得二世国王流亡英国。 
保罗和妻子奥尔加带着女儿伊丽莎白流亡非洲，两个儿子由保姆带着在英国念书。他们首先来到希腊与奥尔加的母亲叶琳娜女大公告别。叶琳娜女大公劝女儿离婚，奥尔加不同意。之后奥尔加和保罗一家三口来到肯尼亚，他们被圈禁在一所破旧的房子里。跟随他们一起流亡的，还有奥尔加公主的一位忠诚的女性友人。流亡期间，奥尔加四处活动，希望能够改善一家人的处境。而保罗则一直颓丧低落。奥尔加的妹妹、嫁到英国的玛丽娜的丈夫肯特公爵乔治王子一直是保罗的忠诚的朋友，他也在尽力帮助保罗和奥尔加。但1942年8月肯特公爵因飞机失事身亡。在奥尔加的努力下，后来保罗和奥尔加来到了南非的约翰内斯堡。
大约1948年，保罗和奥尔加回到欧洲。他们长期定居巴黎。1976年，保罗在巴黎附近的一家医院去世。1997年，奥尔加也在巴黎去世。后来保罗和奥尔加以及他们1954年因车祸死于英国的次子尼古拉都安葬在瑞士洛桑的一个公墓。2012年10月，经过女儿伊丽莎白的不懈努力。保罗、奥尔加和次子尼古拉一起迁葬塞尔维亚的卡拉乔治维奇王室陵墓。塞尔维亚为保罗举行了国葬。